# Kicevo, Varna
Kicevo (în bulgară Кичево) este un sat în comuna Aksakovo, regiunea Varna,  Bulgaria. 

## Demografie
Componența etnică a satului Kicevo
     Bulgari (82,89%)
     Nicio identificare (16,01%)
     Altele (1,45%)
La recensământul din 2011, populația satului Kicevo era de 1.099 locuitori. Din punct de vedere etnic, majoritatea locuitorilor (82,89%) erau bulgari. Pentru 16,01% din locuitori nu este cunoscută apartenența etnică.